# Marvin Merritt IV
Marvin Lawrence Merritt IV, född 26 augusti 1998, är en amerikansk skådespelare från Maine. Han deltog i Harvard University, där han bodde i Leverett House.
Han tillbringade sina tidiga år som skådespelare i Maine och arbetade med Opera House Arts och agerade i The Tempest och Shakespeare in Love. Han har också agerat i kortfilmen Last Rites och i Apocalypse Society tillsammans med Alexandra Astin.

## Filmografi
- 2018 - Apocalypse Society - Andres
- 2019 - Last Rites - Teen